# ديفيد ساميدوف
ديفيد ساميدوف هو لاعب كرة قدم روسي، ولد في 24 مايو 1998 في بيلوريتشينسك في روسيا. لعب مع FC Lida ‏.

## وصلات خارجية
- ديفيد ساميدوف على موقع قاعدة بيانات كرة القدم.إي يو (الإنجليزية)
- ديفيد ساميدوف على موقع Soccerway.com (الإنجليزية)